# Kirker i Danmark
Danmarks første kirker blev bygget i 800-tallet i henholdsvis Slesvig og Ribe med kongelig tilladelse fra Kong Horik den unge. Århundredet efter kom Harald Blåtand til og kirkerne blev efter hans omvendelse endnu tættere knyttet til kongemagten. Den første stenkirke blev bygget omkring år 1000 af Knud den stores søster Estrid, som også begravede sin ægtefælle i samme kirke. Kirken blev opført som afløsning for den trækirke Svend Tveskæg havde ladet bygge. Kirken ligger der, hvor Roskilde Domkirke nu ligger.